# Osiedle Skarpa

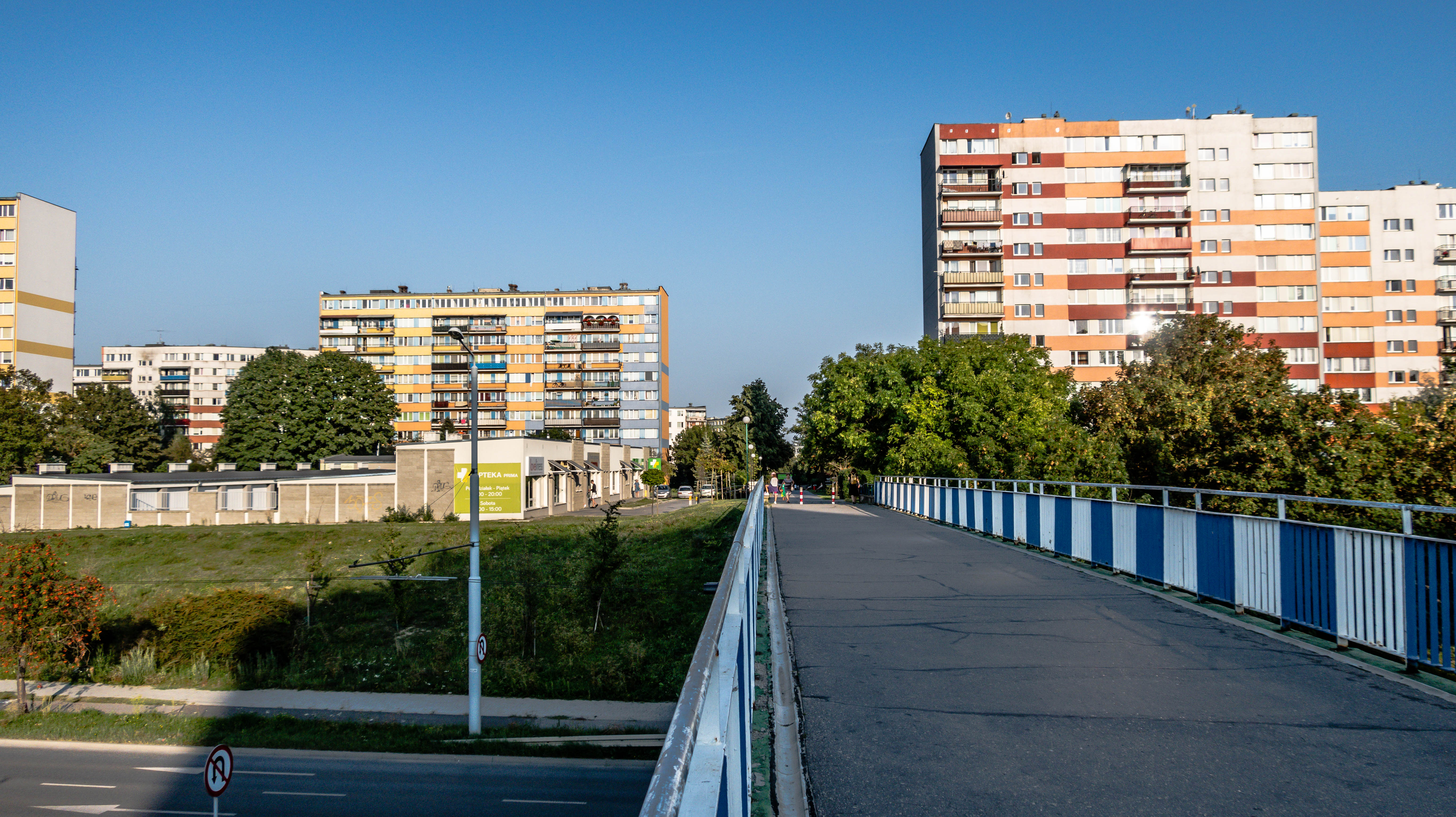
Widok na os.Skarpa od strony ul.Watykańskiej. Po lewej stronie garaże i pawilony handlowe wybudowane w 2016

Osiedle Skarpa – osiedle znajdujące się w północnej części lubelskiej dzielnicy Czuby. Sąsiaduje z dzielnicą Lubelska Spółdzielnia Mieszkaniowa (LSM). Granice osiedla od zachodu wyznacza ulica Filaretów, od południa ulica Jana Pawła II, ze wschodu ulica Nadbystrzycka, od północy zaś Park Rury.
Większość budynków na osiedlu Skarpa to cztero- i dziesięciopiętrowe bloki mieszkalne. W południowo-wschodnim krańcu osiedla przy ulicach Uśmiechu i Szczęśliwej są domy jednorodzinne w zabudowie bliźniaczej.
Główne arterie piesze osiedla to Aleja Marzeń i Aleja Młodości, główne ulice to Romantyczna i Radości. Na terenie osiedla znajdują się dwa duże sklepy spożywcze Stokrotka  i Lidl. Przy ulicy Radości jest pasaż handlowy, mieszczący między innymi piekarnię, aptekę i urząd pocztowy Lublin 5. W centrum osiedla mieści się natomiast Szkoła podstawowa nr 28 i przedszkola nr 73, 77, 79 oraz niepubliczne przedszkole „Martynka”. Przy ulicy Przytulnej 4 ma siedzibę Dom Kultury „Skarpa” (wcześniej Klub Osiedlowy „Między nami”). Pomiędzy osiedlem a dzielnicą LSM znajduje się wąwóz (Park Rury). Przez całą jego długość biegnie oświetlona droga pieszo-rowerowa.
Osiedle posiada liczne połączenia autobusowe z innymi dzielnicami i centrum miasta.